# Такагі (Нагано)

35°30′50″ пн. ш. 137°52′26″ сх. д. / 35.51389° пн. ш. 137.87389° сх. д.
Така́гі (яп. 喬木村, たかぎむら, МФА: [takagʲi muɾa]) — село в Японії, в повіті Сімо-Іна префектури Нагано. Станом на 1 квітня 2009 площа села становила 66,62 км². Станом на 1 липня 2011 населення села становило 6639 осіб.